# ريان هيدجيز
ريان هيدجيز (بالإنجليزية: Ryan Hedges)‏ هو لاعب كرة قدم بريطاني، ولد في 8 يوليو 1995 في نورثامبتون في المملكة المتحدة. شارك مع منتخب ويلز تحت 19 سنة لكرة القدم ومنتخب ويلز تحت 21 سنة لكرة القدم. أما مع النوادي، فقد لعب مع ستيفيناغ بوروه وسوانزي سيتي ونادي إيفرتون ونادي ليتون أورينت.

## وصلات خارجية
- ريان هيدجيز على موقع الاتحاد الأوربي (الإنجليزية)
- ريان هيدجيز على موقع قاعدة بيانات كرة القدم.إي يو (الإنجليزية)
- ريان هيدجيز على موقع ناشيونال فوتبول تيمز (الإنجليزية)
- ريان هيدجيز على موقع Soccerbase.com (لاعب) (الإنجليزية)
- ريان هيدجيز على موقع Soccerway.com (الإنجليزية)